# Treseau
Treseau war eine französische Masseneinheit, galt als das Quentchen des Apothekergewichtes und das Gewicht entsprach auch dem. Andere Bezeichnungen waren Gros und Quent. Es war auch ein Gold- und Silbergewicht und recht unterschiedlich in den französischen und Schweizer Regionen. Ursache war der Denier, der sich oft nach dem Mark-Gewicht richtete. Die Anwendung zur Feststellung der Fadenstärke in der Textilindustrie nach dem Denier hatte ihre eigene Gesetzmäßigkeit, so dass eine Wertangabe sich nicht unmittelbar anzeigt.
- 1 Treseau = 3 Deniers